# Joseph Gudernatsch
Joseph Gudernatsch (Khudernatsch, nebo v českém přepisu Josef Kudrnáč; 4. května 1814, Kašparova Hora – 10. srpna 1866, Heřmanice) byl původem německý katolický duchovní. Zabýval se také botanikou.

## Biografie
Joseph se narodil jako třetí z šesti sourozenců, jeho stejnojmenný nejstarší bratr zemřel krátce po narození v roce 1807. Rodina pocházela ze skromných poměrů a živila se drobným zemědělstvím. Otec Joseph byl tkadlec, matka Weronika pocházela z Ferdinandova. Protože dědicem hospodářství byl jeho další starší bratr Franz (1808–1862), dal se Joseph na duchovní dráhu.
Během studia na gymnáziu v Hradci Králové v něm zdejší prof. Reichel probudil zájem o botaniku. Po absolvování gymnázia byl přijat do pražského kněžského semináře. Na kněze byl vysvěcen v roce 1839. Působil jako kaplan v Choustníkově Hradišti, Starých Bucích a od 4. 4. 1864 do své smrti jako farář v Heřmanicích.
Václav Vladivoj Tomek o něm v 1. díle svých pamětí, v oddíle vztahujícím se k Vánocům 1837, napsal:
| „ | Odpoledne navštíwili jsme se Sýkarau býwalé spolužáky swé z Hradeckého gymnasia, kteří byli toho času co theologowé w semináři Pražském, a poseděli jsme s nimi trochu w refektáři. Byli dwa, Štěpánek a Kudrnáč (Gudernatsch) a krom nich seděl s námi ještě jeden theolog, rodilý z Hradce, jménem Daubrawa. Nejwíc zajímal nás z nich Kudrnáč, rodilý Němec z krajiny u Králowé Dwora, který se wšak od té doby, co jsme ho newiděli po odbytí gymnasia, naučil spráwně mluwiti česky, pilně čítal knihy české a smýšlel také docela vlastenecky. Newiděl jsem ho od té doby, ale slýchal jsem o něm později, že se stal farářem w krajině swého rodiště, kdež měl dwa kostely, jeden w mistě českém, druhý w německém; w onom kázal čístau češtinau, w tomto nářečím německým té krajiny. Míwal jsem několik let chuť, jednau se u něho na některém wýletu w tom okolí zastawiti; ale než k tomu přišlo, slyšel jsem, že zemřel, někdy snad okolo roku 1867. | “ |
| — | |   |

V botanice Joseph Gudernatsch spolupracoval s významným botanikem Filipem M. Opizem.